# Анадирски лиман
Ана̀дирският лиман (на руски: Анадырский лиман) е залив на Берингово море, явяващ се западна част на Анадирския залив, в Чукотския автономен окръг на Русия. Дължина 45 km, ширина на входа 24 km. От Анадирския залив Анадирския лиман се отделя чрез две дълги пясъчни коси Руская Кошка на север и Земя Гек на юг. От своя страна Анадирския лиман продължава на запад с още два големи залива – Онемен и Канчалански лиман. Най-голямата река, която се влива в него е Автаткуул, в южния му край. Приливите са правилни, полуденонощни с височина до 1,5 m. На брега на лимана, в най-западния му край са разположени град Анадир и сгт Уголние Копи.

## Топографска карта
- Лист от карта Q-59,60.